# Руднє-Іванівська сільська рада
Руднє-Іванівська сільська рада (до 1946 року — Янче-Рудненська сільська рада) — колишня адміністративно-територіальна одиниця та орган місцевого самоврядування в Ємільчинському районі Коростенської і Волинської округ, Київської й Житомирської областей Української РСР та України з адміністративним центром у с. Рудня-Іванівська.

## Населені пункти
Сільській раді були підпорядковані населені пункти:
- с. Рудня-Іванівська

## Населення
Кількість населення ради станом на 1923 рік становила 1 712 осіб, кількість дворів — 321.
Відповідно до результатів перепису населення СРСР, кількість населення ради станом на 12 січня 1989 року становила 1 231 особу.
Станом на 5 грудня 2001 року, відповідно до перепису населення України, кількість мешканців сільської ради становила 1 132 особи.

## Склад ради
Рада складалась з 16 депутатів та голови.

### Керівний склад сільської ради
| ПІБ                       | Основні відомості                                                                      | Дата обрання | Дата звільнення |
| ------------------------- | -------------------------------------------------------------------------------------- | ------------ | --------------- |
| Мухортов Петро Іванович   | Сільський голова, 1953 року народження, освіта, безпартійний                           | 26.03.2006   | 25.12.2009      |
| Дідус Олександр Дмитрович | Сільський голова, 1971 року народження, освіта вища, член Комуністичної партії України | 31.10.2010   |                 |

Примітка: таблиця складена за даними джерела

## Історія
Створена 1923 року як Янче-Рудненська сільська рада, в складі с. Янче-Рудня, слободи Паранине та урочища Жужель Емільчинської волості Новоград-Волинського повіту Волинської губернії. 7 березня 1923 року включена до складу новоутвореного Емільчинського (згодом — Ємільчинський) району Коростенської округи. 21 жовтня 1925 року у слоб. Паранине створено окрему сільську раду з підпорядкуванням ур. Жужель.
7 червня 1946 року, відповідно до указу Президії Верховної ради Української РСР «Про збереження історичних найменувань та уточнення і впорядкування існуючих назв сільрад і населених пунктів Житомирської області», сільську раду перейменовано на Руднє-Іванівську через перейменування її адміністративного центру на с. Рудня-Іванівська.
Станом на 1 вересня 1946 року та 1 січня 1972 року сільська рада входила до складу Ємільчинського району Житомирської області, на обліку в раді перебувало с. Рудня-Іванівська.
Виключена з облікових даних 17 липня 2020 року. Територію та населені пункти ради, відповідно до розпорядження Кабінету Міністрів України № 711-р від 12 червня 2020 року «Про визначення адміністративних центрів та затвердження територій територіальних громад Житомирської області», включено до складу Ємільчинської селищної територіальної громади Новоград-Волинського району Житомирської області.